# دستپاچه (فیلم)
دستپاچه (انگلیسی: Gun Shy) فیلمی در ژانر کمدی، جنایی و رمانتیک به کارگردانی اریک بلیکنی است که در سال ۲۰۰۰ منتشر شد.

## بازیگران
- لیام نیسون - چارلز میو
- اولیور پلات - فولویو نسترا
- ساندرا بولاک - جودی تیپ
- ریچارد شیف - الیوت
- ماری مک‌کورمک - گلوریا مینتی نسترا
- میچ پیلگی - دکستر هلونشا